# Fernando José de Portugal e Castro
Dom Fernando José de Portugal e Castro (né le 4 décembre 1752 à Lisbonne - mort le 24 janvier 1817 à Rio de Janeiro) était un noble et un administrateur colonial portugais. Il fut 1er comte et 2e marquis d'Aguiar et le 14e vice-roi du Brésil, de 1801 à 1806. Il assuma également les fonctions de gouverneur de Bahia et de premier ministre du Portugal.

## Biographie
Fils du 3e marquis de Valença, José Miguel João de Portugal e Castro, et de Luísa de Lorena, il fait des études en tant que magistrat à l’université de Coimbra, période après laquelle y exerce au tribunal de Porto et à la Casa da Supliação. Il est nommé à la capitainerie générale de Bahia en 1788 et devient le vice-roi du Brésil en 1800. À son retour au Portugal, il est désigné président du Conseil d'outre-mer et conseiller d'État, en 1805. Trois années après, il rentre au Brésil.
Il est depuis nommé à trois postes d'importance : ceux du ministre adjoint à l'expédition, ministre du Royaume, et président du Trésor royal. Aussi en 1808, il reçoit le titre de comte d'Aguiar. Il devient marquis du même lieu en 1813.
De 1812 jusqu'à sa mort, il est chargé des Budgets de guerre et des Affaires étrangères. Il a également exercé les fonctions de président du Conseil des finances et du Conseil de commerce, et de responsable des œuvres de la Maison royale. 
Le marquis d'Aguiar meurt le 24 février 1817, à l'âge de soixante-quatre ans.